# دوك كراندال
دوك كراندال (بالإنجليزية: Doc Crandall)‏ هو لاعب كرة قاعدة أمريكي، ولد في 8 أكتوبر 1887 في Wadena, Indiana ‏ في الولايات المتحدة، وتوفي في 17 أغسطس 1951 في بيل في الولايات المتحدة.

## وصلات خارجية
- دوك كراندال على موقعبيزبول رفرنس.كوم (الدوري الرئيسي) (الإنجليزية)
- دوك كراندال على موقعبيزبول رفرنس.كوم (الدوري الثانوي) (الإنجليزية)